# Hundsbach
Hundsbach je občina v departmaju Haut-Rhin francoske regije Alzacija.
Leta 2011 je v občini živelo 333 oseb oz. 83 oseb/km².